# Anna Moravská
Anna Moravská (zem. 1405), dcera Jana Jindřicha, mladšího bratra Karla IV., a Markéty Opavské, byla pravděpodobně manželka Petra ze Šternberka. Manželství zůstalo, stejně jako v případě mnoha Anniných příbuzných, bezdětné.